# هوارد غرانت
هوارد غرانت (بالإنجليزية: Howard Grant)‏ هو فارس أمريكي، ولد في 1939 في سينسيناتي في الولايات المتحدة، وتوفي في 1 أغسطس 2018.